# Martín Ramírez
Martín Ramírez (20 gennaio 1964) è un ex calciatore peruviano, di ruolo centrocampista.